# The Battle of Jangsari
La Batalla de Jangsari (en hangul, 장사리: 잊혀진 영웅들; romanización revisada del coreano: Jangsari: Yicheojin Yeongungdeul; literalmente, 'Jangsari: héroes olvidados') es una película surcoreana de guerra del año 2019, codirigida por Kwak Kyung-taek y Kim Tae-hoon, y protagonizada por Kim Myung-min, Megan Fox y Choi Min-ho. Segunda entrega de una trilogía tras Operation Chromite, la película narra un episodio real de la guerra de Corea, en el que un grupo de 772 cadetes escenificó una pequeña operación de distracción en la playa de Jangsari (Yeongdeok) para desviar la vigilancia norcoreana sobre Incheon.
Megan Fox interpreta el papel de Maggie, una reportera norteamericana y corresponsal de guerra para el New York Herald Tribune, que cubrió la guerra coreana y se esforzó para que la comunidad internacional interviniera en ella. Kim Myung-min es el comandante de una partida de guerrilleros, y Choi Min-ho es un soldado raso. Por último, George Eads es el jefe de la operación de desembarco.
Producida por Taewon Entertainment y distribuida por Warner Bros. Corea, la película se estrenó en Corea del Sur el 25 de septiembre de 2019, y en EE. UU. el 4 de octubre del mismo año.

## Sinopsis
Durante la guerra de Corea, un grupo de 772 cadetes bajo el mando de un jefe de operaciones especiales tiene la tarea de organizar una misión de distracción en la playa de Jangsari en Corea del Sur, para engañar al ejército norcoreano haciéndole creer que las fuerzas de las Naciones Unidas desembarcarían en aquella y cortar además sus líneas de suministros. De conseguirlo, facilitarían el desembarco de Incheon, dirigido por el general MacArthur. Los soldados, con una media de edad de apenas 17 años, luchan por cumplir su misión pese a la falta de entrenamiento (solo dos semanas de instrucción), armas y suministros adecuados. Al mismo tiempo, una reportera y corresponsal de guerra estadounidense (Megan Fox) cubre la guerra de Corea e intenta obtener ayuda de la comunidad internacional.

## Reparto
- Kim Myung-min como Lee Myung-joon.[1]
- Megan Fox como Maggie (personaje ficticio basado en Marguerite Higgins y Margaret Bourke-White).[5][9]
- Choi Min-ho como Choi Sung-pil.[1][10]
- Kim Sung-cheol como Ki Ha-ryun.[1][11]
- Kim In-kwon como Ryu Tae-seok.[1][12][13]
- Kwak Si-yang como Park Chan-nyeon.[1]
- Jang Ji-gun como Guk Man-deuk.
- Lee Ho-jung como Moon Jong-nyeo.[14][15]
- Lee Jae-wook como Lee Gae-tae.[16][17]
- Dong Bang-woo como el general Lim Choon-bong.
- George Eads como el coronel Stephen.[6]
- Jeong Jong-jun como Guk Man-deuk (anciano).
- Kim Min-kyu como Choi Jae-pil.[18]
- Choi Jae-pil como un general del ejército de Corea del Norte.
- Han Chul-woo como el capitán del barco Moonsan.
- Jang Myung-kab como el capitán del barco Jochiwon.
- Baek Shin como oficial de tropas de Myung.
- Oh Gyu-chul como soldado del ejército de Corea del Norte en la aldea.
- Daniel Joey Albright como soldado de la Marina de los EE. UU.

## Producción y estreno
El rodaje comenzó el 3 de octubre de 2018 y finalizó el 12 de enero de 2019.

### Estreno
La película se estrenó en 1090 cines de Corea del Sur el 25 de septiembre de 2019. Los directores y protagonistas saludaron al público en 26 salas de cine los días 28 y 29. Se estrenó en Estados Unidos el 4 de octubre de 2019.

## Recepción
Yoon Min-sik, de The Korea Herald, elogió la secuencia de apertura, los cuarenta minutos posteriores y cómo la película logró presentar a los personajes principales y sus modos de ser  sin que pareciera forzado, al mismo tiempo que representaba la cara grotesca de la guerra. Sin embargo, el crítico notó que la trama era «demasiado artificial», que el personaje de Fox hacía explícito el mensaje del director a través de sus diálogos, y que la película comenzaba siendo algo así como Salvar al soldado Ryan para terminar como algo parecido a Pearl Harbor.

### Taquilla
Estrenada junto a By Quantum Physics: A Nightlife Venture, la película debutó en la posición número uno y vendió más de 485 000 entradas (3,44 millones de dólares estadounidenses) durante el primer fin de semana, y un total de 690 000 entradas (4,57 millones de dólares  en sus primeros cinco días. Al final de su período de exhibición alcanzó la cifra de 1 140 000 espectadores con unos ingresos de 6 775 000 dólares.

## Premios y nominaciones
| Año  | Premio                                       | Categoría                              | Candidato      | Resultado | Ref.   |
| ---- | -------------------------------------------- | -------------------------------------- | -------------- | --------- | ------ |
| 2019 | 40th Blue Dragon Film Awards                 | Mejor actor revelación                 | Kim Sung-cheol | Nominado  |        |
| 2019 | 27th Korean Culture and Entertainment Awards | Mejor actor revelación en una película | Kim Sung-cheol | Ganador   | [ 27 ] |
| 2019 | 27th Korean Culture and Entertainment Awards | Mejor actor de reparto en una película | Jang Ji-gun    | Ganador   | [ 28 ] |
| 2021 | 40th Golden Cinema Film Festival             | Premio Especial del Jurado             | Choi Min-ho    | Ganador   | [ 29 ] |